# Microsorum rampans
Microsorum rampans là một loài thực vật có mạch trong họ Polypodiaceae. Loài này được (Baker) Parris miêu tả khoa học đầu tiên năm 1986.